# Свистун Теодор
Теодо́р Свисту́н (21 квітня 1900, с. Сороцьке, нині Іванівська сільська громада, Тернопільська область — ?) український військовик, четар, командир 4-ї сотні 10-ї бригади УГА, співак, композитор.

## Життєпис
Закінчив гімназію у Тернополі. 
Командував 4-ю сотнею в козацькому загоні ім. Гонти, згодом 10-ї бригади УГА.
Згодом служив у Волинській дивізії Армії УНР.
Емігрував до США. 
Був запрошений фірмою Columbia Records — для запису коломийок, знав він їх багато та чудово виконував.

## Нагороди
- Воєнний хрест УНР (30.10.1961)[2]